# Vass, North Carolina
Vass, North Carolina (енгл. Vass) град је у америчкој савезној држави Северна Каролина.

## Демографија
По попису из 2010. године број становника је 720, што је 30 (-4,0%) становника мање него 2000. године.
| Група             | 2000.       | 2010.       |
| Белци             | 562 (74,9%) | 533 (74,0%) |
| Афроамериканци    | 130 (17,3%) | 94 (13,1%)  |
| Азијати           | 1 (0,1%)    | 0 (0,0%)    |
| Хиспаноамериканци | 34 (4,5%)   | 69 (9,6%)   |
| Укупно            | 750         | 720         |